# Aiguebelle (Savoia)
Aiguebelle és un municipi francès situat al departament de la Savoia i a la regió d'Alvèrnia-Roine-Alps. L'any 2007 tenia 1.080 habitants.

## Demografia

### Població
El 2007 la població de fet d'Aiguebelle era de 1.080 persones. Hi havia 428 famílies de les quals 180 eren unipersonals (80 homes vivint sols i 100 dones vivint soles), 76 parelles sense fills, 116 parelles amb fills i 56 famílies monoparentals amb fills.
La població ha evolucionat segons el següent gràfic:
Habitants censats

### Habitatges
El 2007 hi havia 529 habitatges, 452 eren l'habitatge principal de la família, 14 eren segones residències i 63 estaven desocupats. 224 eren cases i 298 eren apartaments. Dels 452 habitatges principals, 201 estaven ocupats pels seus propietaris, 224 estaven llogats i ocupats pels llogaters i 27 estaven cedits a títol gratuït; 11 tenien una cambra, 50 en tenien dues, 115 en tenien tres, 142 en tenien quatre i 134 en tenien cinc o més. 273 habitatges disposaven pel capbaix d'una plaça de pàrquing. A 231 habitatges hi havia un automòbil i a 136 n'hi havia dos o més.

### Piràmide de població
La piràmide de població per edats i sexe el 2009 era:
| Homes | Edats   | Dones |
| ----- | ------- | ----- |
| 2     | 95 o +  | 10    |
| 3     | 90 a 94 | 13    |
| 8     | 85 a 89 | 28    |
| 12    | 80 a 84 | 26    |
| 27    | 75 a 79 | 27    |
| 39    | 70 a 74 | 31    |
| 19    | 65 a 69 | 24    |
| 8     | 60 a 64 | 21    |
| 3     | 55 a 59 | 10    |
| 49    | 50 a 54 | 21    |
| 32    | 45 a 49 | 27    |
| 31    | 40 a 44 | 23    |
| 29    | 35 a 39 | 34    |
| 27    | 30 a 34 | 44    |
| 30    | 25 a 29 | 17    |
| 19    | 20 a 24 | 19    |
| 23    | 15 a 19 | 25    |
| 16    | 10 a 14 | 14    |
| 26    | 5 a 9   | 28    |
| 26    | 0 a 4   | 18    |

## Economia
El 2007 la població en edat de treballar era de 630 persones, 485 eren actives i 145 eren inactives. De les 485 persones actives 432 estaven ocupades (243 homes i 189 dones) i 53 estaven aturades (19 homes i 34 dones). De les 145 persones inactives 43 estaven jubilades, 42 estaven estudiant i 60 estaven classificades com a «altres inactius».

### Ingressos
El 2009 a Aiguebelle hi havia 438 unitats fiscals que integraven 964,5 persones, la mediana anual d'ingressos fiscals per persona era de 15.030 €.

### Activitats econòmiques
Dels 87 establiments que hi havia el 2007, 2 eren d'empreses extractives, 5 d'empreses alimentàries, 7 d'empreses de fabricació d'altres productes industrials, 14 d'empreses de construcció, 16 d'empreses de comerç i reparació d'automòbils, 5 d'empreses de transport, 5 d'empreses d'hostatgeria i restauració, 6 d'empreses financeres, 2 d'empreses immobiliàries, 7 d'empreses de serveis, 10 d'entitats de l'administració pública i 8 d'empreses classificades com a «altres activitats de serveis».
Dels 29 establiments de servei als particulars que hi havia el 2009, 1 era una oficina d'administració d'Hisenda pública, 1 gendarmeria, 1 oficina de correu, 4 oficines bancàries, 4 tallers de reparació d'automòbils i de material agrícola, 1 autoescola, 2 paletes, 3 guixaires pintors, 2 fusteries, 2 electricistes, 3 perruqueries, 2 restaurants, 1 agència immobiliària, 1 tintoreria i 1 saló de bellesa.
Dels 12 establiments comercials que hi havia el 2009, 2 eren supermercats, 4 fleques, 1 una carnisseria, 1 una llibreria, 1 una botiga de roba, 2 sabateries i 1 una floristeria.
L'any 2000 a Aiguebelle hi havia 4 explotacions agrícoles.

## Equipaments sanitaris i escolars
L'únic equipament sanitari que hi havia el 2009 era una farmàcia.
El 2009 hi havia 1 escola maternal i 1 escola elemental. Aiguebelle disposava d'un col·legi d'educació secundària amb 231 alumnes.

## Poblacions més properes
El següent diagrama mostra les poblacions més properes.